# 馬亞河
馬亞河(俄语：Мая）是一条俄羅斯的河流，流经哈巴羅夫斯克邊疆區和薩哈共和國，屬於勒拿河流域內阿爾丹河的右支流，河道全長1,053公里，流域面積171,000平方公里，结冰期自每年10月底持续至次年5月。
57°39′N 136°10′E / 57.650°N 136.167°E